# Ecological Metadata Language
Ecological Metadata Language (EML) est un standard de métadonnées développé par et pour la discipline de l'écologie. Elle s'appuie sur un travail préliminaire effectué par la Société américaine d'écologie et d'autres, inclant le Knowledge Network for Biocomplexity. EML est un ensemble de documents XML Schema qui permet l'expression structurée des métadonnées. Il a été développé spécifiquement pour permettre aux chercheurs de documenter un ensemble de données dans les sciences de l'écologie.
EML est largement conçu pour décrire des ressources numériques, cependant, elle peut aussi être utilisée pour décrire des ressources non numériques telles que des plans papier et d'autres médias non numériques.
Le projet « Knowledge Network for Biocomplexity » a développé un logiciel client spécifiquement pour répondre à ce besoin. Morpho est un logiciel de gestion des données destiné à générer des métadonnées dans le format EML. Morpho fait partie du « DataONE Investigator Toolkit », et est pour cela and destiné à faciliter le partage de données et la réutilisation dans la communauté des écologistes et des scientifiques de l'environnement.